# 嵩峋
嵩峋（1847年—1923年），又名嵩㟊，瓜尔佳氏，字静庵，号祝三、渔山，又号玉堂仙吏，满洲镶红旗人。

## 生平
同治六年（1867年）顺天乡试举人出身。历官国子监助教、赞善、安徽安庆府知府、宁国府知府、江苏扬州府知府。
1911年11月革命党在扬州起事，嵩峋拒绝乡绅劝告未肯离扬，城陷后携印投水，被人救起，后被送至高邮，改名关椿寿，晚年隱居楊州。
著有《有不为斋诗集》。

## 評價
為官清廉，興辦學堂，均有政聲。工詩文，善書畫，風流瀟灑，雅韻出塵。

## 家族
- 曾祖父伊蘭泰，乾隆十年翻譯進士，內閣學士。
- 祖父福全，古口北兵備道。
- 叔祖父福綿，山西巡撫。
- 父親蘇芳阿，御史，编有《国朝御史题名錄》。
- 叔父蘇清阿，道光十八年進士。
- 胞兄嵩崐，贵州巡抚。
- 妻子正黃旗蒙古諾敏氏，道光十二年進士恩麟之女。[2]